# Poświętne (powiat płoński)
Poświętne – osada w Polsce położona w województwie mazowieckim, w powiecie płońskim, w gminie Płońsk.
W latach 1975–1998 miejscowość położona była w województwie ciechanowskim.
W miejscowym XIX-wiecznym dworze w latach 1865–1866 pracował jako guwerner Henryk Sienkiewicz, tu podjął pierwsze próby pisarskie. W 1959 archeolodzy odkryli tu osadę mieszkalno-rzemieślniczą z początku naszej ery, a w niej piece do wypalania wapna i żelaza, oraz osadę z XII w.